# プロヴィデニヤ
プロヴィデニヤ（英: Provideniya、ロシア語: Провиде́ния、チュクチ語: Гуврэл）は、ロシアのチュクチ自治管区北東部にある都市型集落。ベーリング海峡の向こう側はアラスカ州で、その間を日付変更線が通っている。ロシアの空港で最もアメリカ合衆国に近いプロヴィデニヤ湾空港がある。
工業高校や映画館、郵便局、チュクチ歴史・文化博物館、自治管区に2つあるゲレンデの1つ、港湾施設などがある。人口は1,970人（2010年全ロシア国勢調査）。

## 歴史
ソビエト連邦時代、フィヨルドの奥地という立地から軍港になった。もともとは1930年代に北極海航路の東端として建設された、アナディリ以東で最大の街であった。港はプロヴィデニヤ湾のなかのコムソモールスカヤ湾（ソビエトのコムソモールにちなむ）に築かれ、その水深はロシア船に適していたが、冬には氷に閉ざされた。
地名はロシア語で摂理という意味で、宗教的な意味合いがある。しかし、旧ソ連時代には一度も改称されなかった。市内のウラジーミル・レーニン像も健在である。

## 住民
住民の多くはユピック族で、これはプロヴィデンスキーとチュコトスキーの両地区における先住民の割合の高さを反映している。

## 気候
極地気候だが、沿岸部に位置するため冬はそれほど厳しくない。夏にはツンドラに色とりどりの花々が咲き乱れる。

## 交通
「北極の玄関口」と呼ばれ、ソ連崩壊後はアラスカ州からの観光客が地元経済を支えている。観光客は、ベーリング・エアやアラスカン航空のチャーター便を利用して、アンカレジないしノームからプロヴィデニヤ湾空港に到着する。このうちアラスカン航空は、1990年代までプロヴィデニヤへ定期便を運航していた。とりわけ1988年の親善フライトは、史上初のアメリカの航空会社によるソ連フライトとして知られている。また、アラスカ州のほかにも、チュコタヴィアという航空会社がプロヴィデニヤ - アナディリ便を運航している。
近隣の漁村とは道路で結ばれているが、舗装状態はよくない。